# Platyrinchus albogularis
Platyrinchus albogularis är en fågelart i familjen tyranner inom ordningen tättingar. Den betraktas oftast som underart till vitstrupig spadnäbb (Platyrinchus mystaceus), men urskiljs sedan 2016 som egen art av Birdlife International, IUCN och Handbook of Birds of the World. Den kategoriseras av IUCN som livskraftig.
Fågeln delas in i fem underarter med följande utbredning:
- P. a. neglectus – Costa Rica, Panama, norra och centrala Colombia (Rio Truandó, Santa Marta -regionen, Boyacá) och nordvästra Venezuela (västra Táchira)
- P. a. albogularis  – västra Colombia (Stillahavssluttningen i västra Anderna, Caucadalen och Magdalenadalens början) och västra Ecuador
- P. a. perijanus – Sierra de Perijá på gränsen mellan Colombia och Venezuela
- P. a. zamorae – östra Ecuador söderut utmed Anderna till sydöstra Peru (i syd till västra Madre de Dios)
- P. a. partridgei – sydostligaste Peru (södra Puno) samt västra och centrala Bolivia (La Paz, Cochabamba, sydvästra Santa Cruz)